# 40 Pułk Zmechanizowany
40 Pułk Zmechanizowany (40 pz) – oddział zmechanizowany Sił Zbrojnych PRL.
Wchodził w skład 10 Sudeckiej Dywizji Pancernej. Stacjonował w garnizonie Bolesławiec, potem Opole.
Na podstawie rozkazu Nr 025/MON z 30 września 1967 w sprawie przekazania jednostkom wojskowym historycznych nazw i numerów oraz ustanowienia dorocznych świąt jednostek (Dz. Rozk. Tjn. MON Nr 10, poz. 53) 40 Pułk Zmechanizowany przyjął dziedzictwo tradycji, numer i historyczną nazwę 25 Pułku Piechoty. Od tego czasu oficjalna nazwa jednostki brzmiała - 25 Pułk Zmechanizowany. Równocześnie dzień 16 kwietnia ustanowiony został dorocznym świętem jednostki.

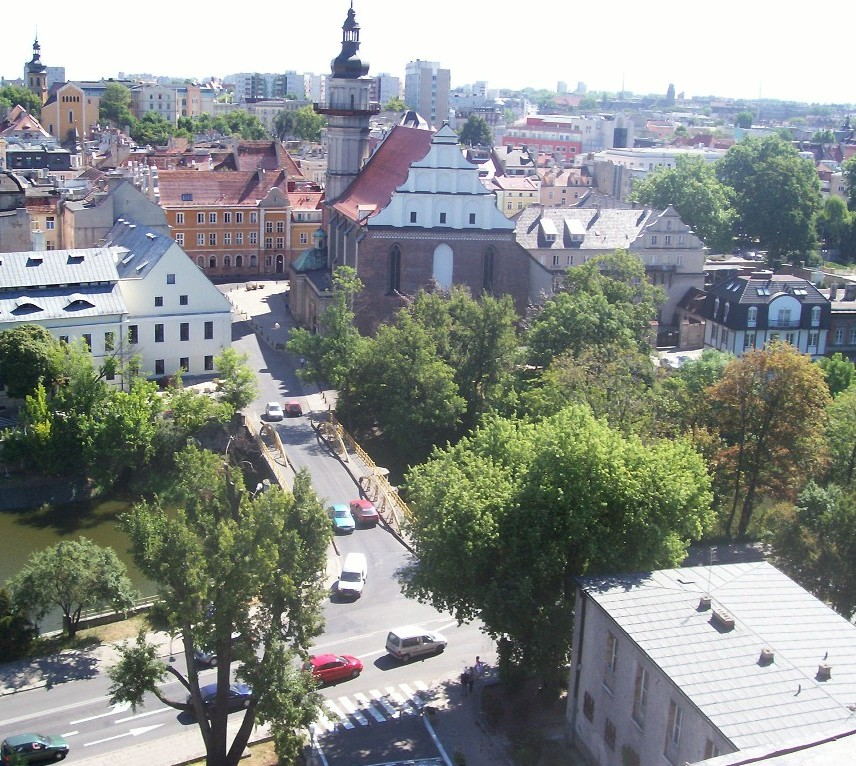
Opole - w tym mieście stacjonował pułk

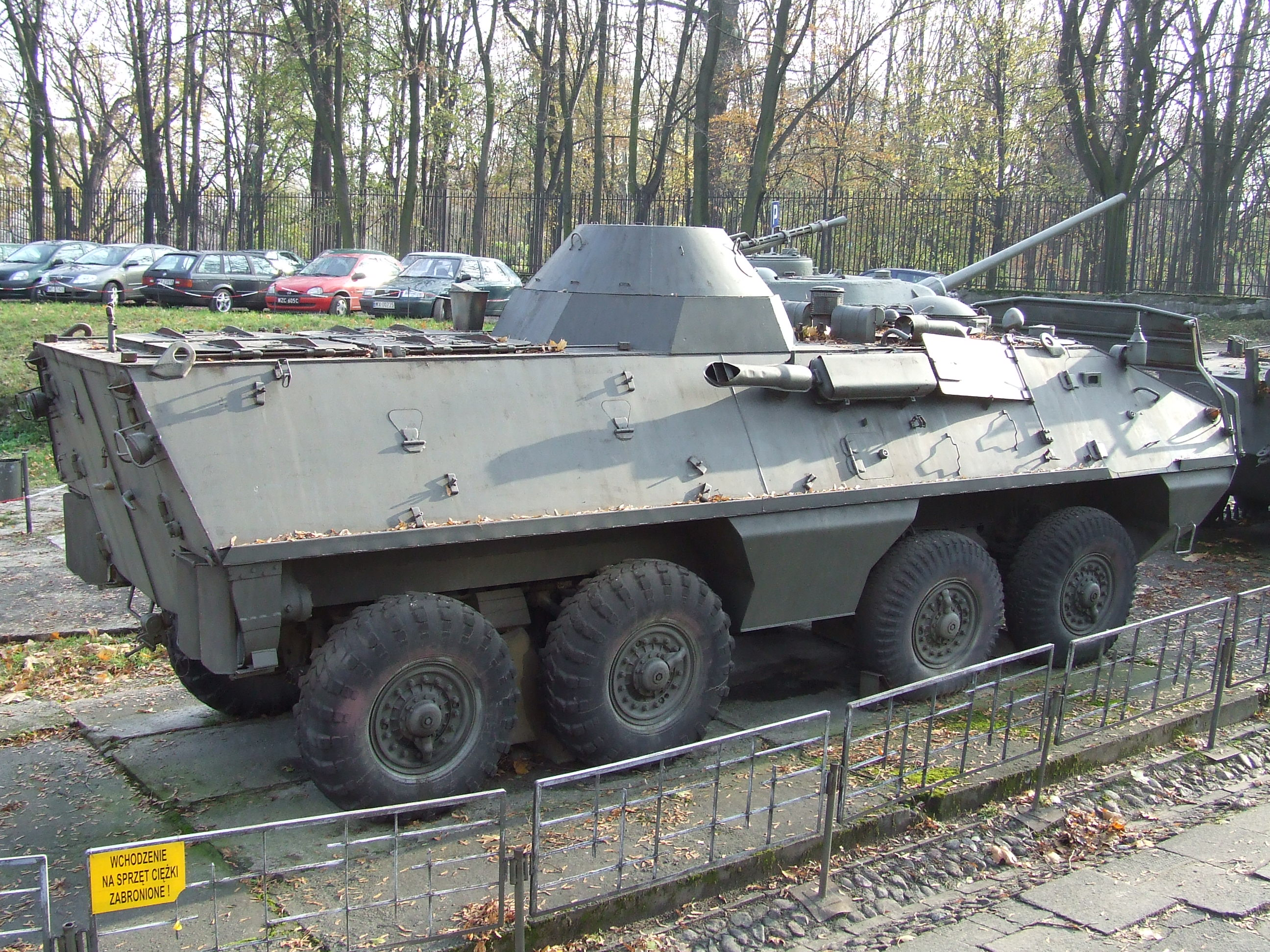
Transporter pułku SKOT 2A

## Skład organizacyjny (lata 60. XX w
- trzy bataliony piechoty zmotoryzowanej 
  - trzy kompanie piechoty zmotoryzowanej
  - kompania wsparcia
- batalion czołgów 
  - trzy kompanie czołgów
- artyleria pułkowa
  - bateria haubic 122 mm
  - bateria przeciwpancerna
- kompanie: rozpoznawcza, saperów, łączności, medyczna, remontowa i transportowa
- plutony: chemiczny, przeciwlotniczy, remontu uzbrojenia i regulacji ruchu.

Pułk liczył 1636 żołnierzy.

## Uzbrojenie
- 31 czołgów T-54A
- 79 transporterów opancerzonych SKOT
- 11 opancerzonych samochodów rozpoznawczych BRDM-1
- 3 samobieżne wyrzutnie ppk 3M6 Trzmiel
- 6 haubic 122 mm
- 9 armat przeciwpancernych 85 mm wz. 1944 (D-44)
- 9 moździerzy 120 mm, 9 moździerzy 82 mm
- 6 dział bezodrzutowych 82 mm B-10

## Żołnierze pułku
Dowódcy pułku
- ppłk Stefan Wójcicki
- ppłk Henryk Szymański

Oficerowie
- Ryszard Wilczyński

## Przekształcenia
1. 40 Pułk Piechoty → 40 Zmotoryzowany Pułk Piechoty → 40 Pułk Zmechanizowany[a] → 25 Pułk Zmechanizowany →  23 Śląska Brygada Obrony Terytorialnej → 19 Batalion Obrony Terytorialnej → Oddział specjalny Żandarmerii Wojskowej → Jednostka Wojskowa AGAT
2. 25 Pułk Piechoty (LWP)↘ rozformowany w 1949